# Tethocyathus prahli
Tethocyathus prahli är en korallart som beskrevs av Lattig och Stephen D. Cairns 2000. Tethocyathus prahli ingår i släktet Tethocyathus och familjen Caryophylliidae. Inga underarter finns listade i Catalogue of Life.